# Aeroporto Intercontinental George Bush
O Aeroporto Internacional George Bush (em inglês:  George Bush Intercontinental Airport) é um aeroporto localizado na cidade de Houston no estado do Texas, Estados Unidos. É o segundo maior aeroporto no estado seguido do Aeroporto Internacional de Dallas-Fort Worth. Tem voos para os Estados Unidos e Canadá, América do Sul, Europa, Ásia e África.
O aeroporto foi o principal hub da companhia aérea norte-americana Continental Airlines, antes de sua fusão com a United, com uma média de 700 partidas diárias.

## Voos para o Brasil
| Cia Aérea       | Destinos                                    |
| --------------- | ------------------------------------------- |
| United Airlines | Rio de Janeiro-Galeão - São Paulo-Guarulhos |